# Gran Premio de Emilia-Romaña de Motociclismo de 2024
El Gran Premio de Emilia-Romaña de Motociclismo de 2024 (oficialmente: Gran Premio Pramac dell’Emilia-Romagna) fue la decimocuarta prueba del Campeonato del Mundo de Motociclismo de 2024. Tuvo lugar en el fin de semana del 20 al 22 de septiembre en el Misano World Circuit Marco Simoncelli, situado en la comuna de Misano Adriatico, región de Emilia-Romaña, Italia.
La carrera al sprint de MotoGP fue ganada por Francesco Bagnaia, seguido de Jorge Martín y Enea Bastianini.
La carrera de MotoGP fue ganada por Enea Bastianini, seguido de Jorge Martín y Marc Márquez. Celestino Vietti fue el ganador de la prueba de Moto2, por delante de Arón Canet y Tony Arbolino. La carrera de Moto3 fue ganada por David Alonso, Ángel Piqueras fue segundo y Collin Veijer tercero.

## Resultados

### Resultados MotoGP

#### Carrera al sprint
| Pos.    | N.º | Piloto                | Equipo                            | Constructor | Vueltas | Tiempo    | Parrilla | Puntos |
| ------- | --- | --------------------- | --------------------------------- | ----------- | ------- | --------- | -------- | ------ |
| 1       | 1   | Francesco Bagnaia     | Ducati Lenovo Team                | Ducati      | 13      | 19:50.237 | 1        | 12     |
| 2       | 89  | Jorge Martín          | Prima Pramac Racing               | Ducati      | 13      | +0.285    | 2        | 9      |
| 3       | 23  | Enea Bastianini       | Ducati Lenovo Team                | Ducati      | 13      | +1.319    | 3        | 7      |
| 4       | 93  | Marc Márquez          | Gresini Racing MotoGP             | Ducati      | 13      | +5.386    | 7        | 6      |
| 5       | 31  | Pedro Acosta          | Red Bull GASGAS Tech3             | KTM         | 13      | +6.580    | 5        | 5      |
| 6       | 33  | Brad Binder           | Red Bull KTM Factory Racing       | KTM         | 13      | +8.143    | 4        | 4      |
| 7       | 20  | Fabio Quartararo      | Monster Energy Yamaha MotoGP      | Yamaha      | 13      | +8.405    | 9        | 3      |
| 8       | 72  | Marco Bezzecchi       | Pertamina VR46 Racing Team        | Ducati      | 13      | +8.965    | 6        | 2      |
| 9       | 21  | Franco Morbidelli     | Prima Pramac Racing               | Ducati      | 13      | +9.271    | 10       | 1      |
| 10      | 12  | Maverick Viñales      | Aprilia Racing                    | Aprilia     | 13      | +9.538    | 8        |        |
| 11      | 88  | Miguel Oliveira       | Trackhouse Racing MotoGP          | Aprilia     | 13      | +11.542   | 12       |        |
| 12      | 41  | Aleix Espargaró       | Aprilia Racing                    | Aprilia     | 13      | +12.049   | 11       |        |
| 13      | 73  | Álex Márquez          | Gresini Racing MotoGP             | Ducati      | 13      | +16.566   | 21       |        |
| 14      | 43  | Jack Miller           | Red Bull KTM Factory Racing       | KTM         | 13      | +19.411   | 19       |        |
| 15      | 10  | Luca Marini           | Repsol Honda Team                 | Honda       | 13      | +20.101   | 15       |        |
| 16      | 5   | Johann Zarco          | LCR Honda Castrol                 | Honda       | 13      | +20.598   | 17       |        |
| 17      | 25  | Raúl Fernández        | Trackhouse Racing MotoGP          | Aprilia     | 13      | +20.742   | 14       |        |
| 18      | 49  | Fabio Di Giannantonio | Pertamina Enduro VR46 Racing Team | Ducati      | 13      | +22.819   | 13       |        |
| 19      | 30  | Takaaki Nakagami      | LCR Honda Idemitsu                | Honda       | 13      | +25.394   | 20       |        |
| 20      | 37  | Augusto Fernández     | Red Bull GASGAS Tech3             | KTM         | 13      | +25.431   | 18       |        |
| 21      | 36  | Joan Mir              | Repsol Honda Team                 | Honda       | 13      | +27.208   | 16       |        |
| Fuente: |     |                       |                                   |             |         |           |          |        |

#### Carrera larga
| Pos.    | N.º | Piloto                | Equipo                            | Constructor | Vueltas | Tiempo    | Parrilla | Puntos |
| ------- | --- | --------------------- | --------------------------------- | ----------- | ------- | --------- | -------- | ------ |
| 1       | 23  | Enea Bastianini       | Ducati Lenovo Team                | Ducati      | 27      | 41:14.653 | 3        | 25     |
| 2       | 89  | Jorge Martín          | Prima Pramac Racing               | Ducati      | 27      | +5.002    | 2        | 20     |
| 3       | 93  | Marc Márquez          | Gresini Racing MotoGP             | Ducati      | 27      | +7.848    | 7        | 16     |
| 4       | 72  | Marco Bezzecchi       | Pertamina VR46 Racing Team        | Ducati      | 27      | +9.200    | 6        | 13     |
| 5       | 21  | Franco Morbidelli     | Prima Pramac Racing               | Ducati      | 27      | +13.601   | 10       | 11     |
| 6       | 12  | Maverick Viñales      | Aprilia Racing                    | Aprilia     | 27      | +15.484   | 8        | 10     |
| 7       | 20  | Fabio Quartararo      | Monster Energy Yamaha MotoGP      | Yamaha      | 27      | +20.922   | 9        | 9      |
| 8       | 41  | Aleix Espargaró       | Aprilia Racing                    | Aprilia     | 27      | +22.795   | 11       | 8      |
| 9       | 73  | Álex Márquez          | Gresini Racing MotoGP             | Ducati      | 27      | +27.704   | 21       | 7      |
| 10      | 88  | Miguel Oliveira       | Trackhouse Racing MotoGP          | Aprilia     | 27      | +31.891   | 12       | 6      |
| 11      | 36  | Joan Mir              | Repsol Honda Team                 | Honda       | 27      | +33.062   | 16       | 5      |
| 12      | 10  | Luca Marini           | Repsol Honda Team                 | Honda       | 27      | +35.411   | 15       | 4      |
| 13      | 25  | Raúl Fernández        | Trackhouse Racing MotoGP          | Aprilia     | 27      | +36.335   | 14       | 3      |
| 14      | 49  | Fabio Di Giannantonio | Pertamina Enduro VR46 Racing Team | Ducati      | 27      | +37.395   | 13       | 2      |
| 15      | 5   | Johann Zarco          | LCR Honda Castrol                 | Honda       | 27      | +38.909   | 17       | 1      |
| 16      | 43  | Jack Miller           | Red Bull KTM Factory Racing       | KTM         | 27      | +40.454   | 19       |        |
| 17      | 30  | Takaaki Nakagami      | LCR Honda Idemitsu                | Honda       | 27      | +46.394   | 20       |        |
| 18      | 37  | Augusto Fernández     | Red Bull GASGAS Tech3             | KTM         | 27      | +47.755   | 18       |        |
| 19      | 33  | Brad Binder           | Red Bull KTM Factory Racing       | KTM         | 27      | +85.918   | 4        |        |
| Ret     | 1   | Francesco Bagnaia     | Ducati Lenovo Team                | Ducati      | 20      | Caída     | 1        |        |
| Ret     | 31  | Pedro Acosta          | Red Bull GASGAS Tech3             | KTM         | 8       | Caída     | 5        |        |
| Fuente: |     |                       |                                   |             |         |           |          |        |

### Resultados Moto2
| Pos.    | N.º | Piloto                  | Constructor | Vueltas | Tiempo              | Parrilla | Puntos |
| ------- | --- | ----------------------- | ----------- | ------- | ------------------- | -------- | ------ |
| 1       | 13  | Celestino Vietti        | Kalex       | 22      | 35:14.240           | 4        | 25     |
| 2       | 44  | Arón Canet              | Kalex       | 22      | +0.029              | 1        | 20     |
| 3       | 14  | Tony Arbolino           | Kalex       | 22      | +1.921              | 3        | 16     |
| 4       | 79  | Ai Ogura                | Boscoscuro  | 22      | +2.990              | 7        | 13     |
| 5       | 54  | Fermín Aldeguer         | Boscoscuro  | 22      | +4.491              | 6        | 11     |
| 6       | 16  | Joe Roberts             | Kalex       | 22      | +9.807              | 2        | 10     |
| 7       | 81  | Senna Agius             | Kalex       | 22      | +12.509             | 11       | 9      |
| 8       | 24  | Marcos Ramírez          | Kalex       | 22      | +12.934             | 10       | 8      |
| 9       | 21  | Alonso López            | Boscoscuro  | 22      | +14.086             | 17       | 7      |
| 10      | 12  | Filip Salač             | Kalex       | 22      | +16.055             | 12       | 6      |
| 11      | 18  | Manuel González         | Kalex       | 22      | +16.465             | 15       | 5      |
| 12      | 71  | Dennis Foggia           | Kalex       | 22      | +18.651             | 9        | 4      |
| 13      | 28  | Izan Guevara            | Kalex       | 22      | +19.490             | 24       | 3      |
| 14      | 35  | Somkiat Chantra         | Kalex       | 22      | +22.401             | 18       | 2      |
| 15      | 52  | Jeremy Alcoba           | Kalex       | 22      | +23.042             | 23       | 1      |
| 16      | 15  | Darryn Binder           | Kalex       | 22      | +23.441             | 20       |        |
| 17      | 75  | Albert Arenas           | Kalex       | 22      | +23.548             | 14       |        |
| 18      | 7   | Barry Baltus            | Kalex       | 22      | +24.393             | 16       |        |
| 19      | 22  | Ayumu Sasaki            | Kalex       | 22      | +37.565             | 22       |        |
| 20      | 17  | Daniel Muñoz            | Kalex       | 22      | +39.279             | 29       |        |
| 21      | 34  | Mario Aji               | Kalex       | 22      | +40.346             | 26       |        |
| 22      | 43  | Xavier Artigas          | Forward     | 22      | +50.153             | 31       |        |
| 23      | 20  | Xavier Cardelús         | Kalex       | 22      | +52.487             | 30       |        |
| 24      | 11  | Álex Escrig             | Forward     | 22      | +52.728             | 28       |        |
| Ret     | 23  | Matteo Ferrari          | Kalex       | 16      | Retirado            | 25       |        |
| Ret     | 84  | Zonta van den Goorbergh | Kalex       | 8       | Retirado            | 8        |        |
| Ret     | 96  | Jake Dixon              | Kalex       | 6       | Caída               | 5        |        |
| Ret     | 3   | Sergio García           | Boscoscuro  | 6       | Caída               | 13       |        |
| Ret     | 5   | Jaume Masiá             | Kalex       | 4       | Caída               | 21       |        |
| Ret     | 53  | Deniz Öncü              | Kalex       | 3       | Caída               | 27       |        |
| DNS     | 10  | Diogo Moreira           | Kalex       | 0       | Retirado del evento | 19       |        |
| Fuente: |     |                         |             |         |                     |          |        |

### Resultados Moto3
| Pos.    | N.º | Piloto             | Constructor | Vueltas | Tiempo              | Parrilla | Puntos |
| ------- | --- | ------------------ | ----------- | ------- | ------------------- | -------- | ------ |
| 1       | 80  | David Alonso       | CFMoto      | 20      | 33:53.212           | 2        | 25     |
| 2       | 36  | Ángel Piqueras     | Honda       | 20      | +0.175              | 3        | 20     |
| 3       | 95  | Collin Veijer      | Husqvarna   | 20      | +0.367              | 6        | 16     |
| 4       | 96  | Daniel Holgado     | Gas Gas     | 20      | +0.295              | 11       | 13     |
| 5       | 48  | Iván Ortolá        | KTM         | 20      | +2.963              | 4        | 11     |
| 6       | 58  | Luca Lunetta       | Honda       | 20      | +4.550              | 12       | 10     |
| 7       | 66  | Joel Kelso         | KTM         | 20      | +4.722              | 10       | 9      |
| 8       | 31  | Adrián Fernández   | Honda       | 20      | +5.574              | 7        | 8      |
| 9       | 18  | Matteo Bertelle    | Honda       | 20      | +5.968              | 14       | 7      |
| 10      | 99  | José Antonio Rueda | KTM         | 20      | +6.012              | 9        | 6      |
| 11      | 24  | Tatsuki Suzuki     | Husqvarna   | 20      | +6.043              | 17       | 5      |
| 12      | 7   | Filippo Farioli    | Honda       | 20      | +9.258              | 13       | 4      |
| 13      | 72  | Taiyo Furusato     | Honda       | 20      | +11.554             | 1        | 3      |
| 14      | 82  | Stefano Nepa       | KTM         | 20      | +12.998             | 5        | 2      |
| 15      | 6   | Ryusei Yamanaka    | KTM         | 20      | +15.479             | 15       | 1      |
| 16      | 10  | Nicola Carraro     | KTM         | 20      | +17.275             | 21       |        |
| 17      | 22  | David Almansa      | Honda       | 20      | +18.967             | 18       |        |
| 18      | 19  | Scott Ogden        | Honda       | 20      | +19.296             | 16       |        |
| 19      | 85  | Xabier Zurutuza    | KTM         | 20      | +30.796             | 23       |        |
| 20      | 78  | Joel Esteban       | CFMoto      | 20      | +30.811             | 22       |        |
| 21      | 12  | Jacob Roulstone    | Gas Gas     | 20      | +31.213             | 19       |        |
| 22      | 55  | Noah Dettwiler     | KTM         | 20      | +34.722             | 20       |        |
| 23      | 54  | Riccardo Rossi     | KTM         | 20      | +58.861             | 25       |        |
| Ret     | 64  | David Muñoz        | KTM         | 9       | Caída               | 8        |        |
| Ret     | 5   | Tatchakorn Buasri  | Honda       | 2       | Caída               | 26       |        |
| DNS     | 21  | Vicente Pérez      | Honda       | 0       | Retirado del evento | 24       |        |
| Fuente: |     |                    |             |         |                     |          |        |

## Nota
1. ↑  Penalización de una posición en la clasificación por pisar los límites de la pista en última vuelta.